# Zamek Książąt Głogowskich
Zamek Książąt Głogowskich (niem. Schloss Glogau) – zbudowana w 2. połowie XIII wieku siedziba władców księstwa głogowskiego, rozbudowana w XV i XVII wieku. Obecnie Muzeum Archeologiczno-Historyczne w Głogowie.

## Historia zamku
W 2. połowie XIII wieku książę Konrad I głogowski wzniósł zamek składający się z murowanej ceglanej wieży i zabudowy drewnianej, który kontrolował bród przez Odrę. Jego następca, Henryk III, rozbudował zamek po pożarze w 1291 roku, wznosząc mur na planie prostokąta i trzy budynki murowane przy krótszych bokach. Obronność wzmacniała fosa. Wjazd na zamek tak jak obecnie przypuszczalnie prowadził od wschodu. Zamek wkrótce połączono z miejskimi murami obronnymi. W XV wieku wybudowano kolejny budynek gotycki od północny. W 1462 r. na zamku zamieszkał król Polski Kazimierz Jagiellończyk podczas zjazdu z czeskim królem Jerzym z Podiebradów. W latach 1498–1506 rezydował na zamku królewicz Zygmunt Jagiellończyk (późniejszy król Polski Zygmunt I Stary). Od 1526 roku na zamku rezydowali starostowie królów czeskich. W pocz. XVII wieku zamek znalazł się w obrębie fortyfikacji bastionowych otaczających miasto, jednak mimo tego został uszkodzony podczas Wojny trzydziestoletniej.
W 1652 roku rozpoczęto odbudowę zrujnowanego średniowiecznego zamku, która trwała kilkanaście lat. Wtedy też dostawiono południowe skrzydło, nadbudowano starsze budynki o piętro oraz zbudowano arkady od strony dziedzińca przy skrzydle wschodnim. Po tej przebudowie zamek nabrał charakteru barokowej rezydencji pałacowej. Po wojnach śląskich od roku 1742 na zamku mieli siedzibę urzędnicy pruscy. W 2. połowie XVIII w. zmieniono wygląd elewacji frontowej i południowej oraz z tego czasu pochodzi wjazd wschodni. W tym czasie powstała też we wschodnim skrzydle klatka schodowa z ornamentem. Trzykrotnie w zamku zatrzymywał się Napoleon Bonaparte. W XIX wieku otynkowano wieżę i barokowe elewacje od strony dziedzińca. W końcu XIX w. większą część pomieszczeń przeznaczono na sale sądowe.
Gotycka cylindryczna wieża (stołp) zbudowana została przypuszczalnie w 2. połowie XIII w. i jest najstarszym elementem zamku. Wieża zwana była Wieżą Głodową ponieważ w piwnicy mieściło się więzienie. Wieża ma obecnie 24 m wysokości, średnicę 8,9 m, grubość muru u podstawy wynosi 2,75 m i została zbudowana z cegły w wątku wendyjskim. Pierwotnie wejście do wieży znajdowało się wysoko nad poziomem dziedzińca, a obecne przebito w XIX wieku. W dwóch salach na parterze zachowały się sklepienia kolebkowo-krzyżowe, a w podziemiach fragmenty muru gotyckiego ze sklepieniami kolebkowymi. Na początku XIX wieku wieżę nadbudowano i otynkowano. W okresie PRL wykonano nową klatkę schodową i umieszczono na szczycie artystyczną instalację symbolizującą piastowską koronę.
W 1945 roku zamek został poważnie zniszczony podczas walk Niemców z Armią Czerwoną. W dniu 22 maja 1967 roku podjęto decyzję o odbudowie zamku (początkowo miał być trwałą ruiną). W końcu marca 1972 zakończono prace nad dokumentacją konserwatorską obiektu. Odbudowę rozpoczęto w 1971 roku. W 1976 zbudowano nowe niewysokie skrzydło południowe, odsłaniające widok na Wieżę Głodową (po XVIII wiecznej przebudowie zamku niewidoczną z zewnątrz). Skrzydło to z zewnątrz przypomina mur obronny i mieści dużą salę wystawową. Skrzydło wschodnie odbudowano zachowując stylistykę barokową i umieszczono w nim klub NOT, zaś w części pomieszczeń umieszczono Muzeum Hutnictwa i Odlewnictwa Metali Kolorowych. Pozostałe skrzydła zamku odbudowane zostały do roku 1983, kiedy to zakończyła się odbudowa zamku. Skrzydło południowe wybudowano od podstaw, na miejscu budynku zniszczonego w 1945 roku. Podczas odbudowy zaaranżowano na nowo wygląd zwieńczenia wieży zamkowej. Na przełomie XX i XXI wieku pojawiła się możliwość przywrócenia wieży jej poprzedniego kształtu, lecz nie uzyskano na to zgody konserwatora zabytków.
Obecnie w zamku ma siedzibę Muzeum Archeologiczno-Historyczne oraz Towarzystwo Ziemi Głogowskiej. Do końca 2005 roku na zamku udzielano też ślubów. W pobliżu zamku znajduje się amfiteatr zamkowy, Pomnik Dzieci Głogowskich upamiętniający obronę Głogowa w 1109 roku oraz różowy Most Tolerancji.

## Galeria

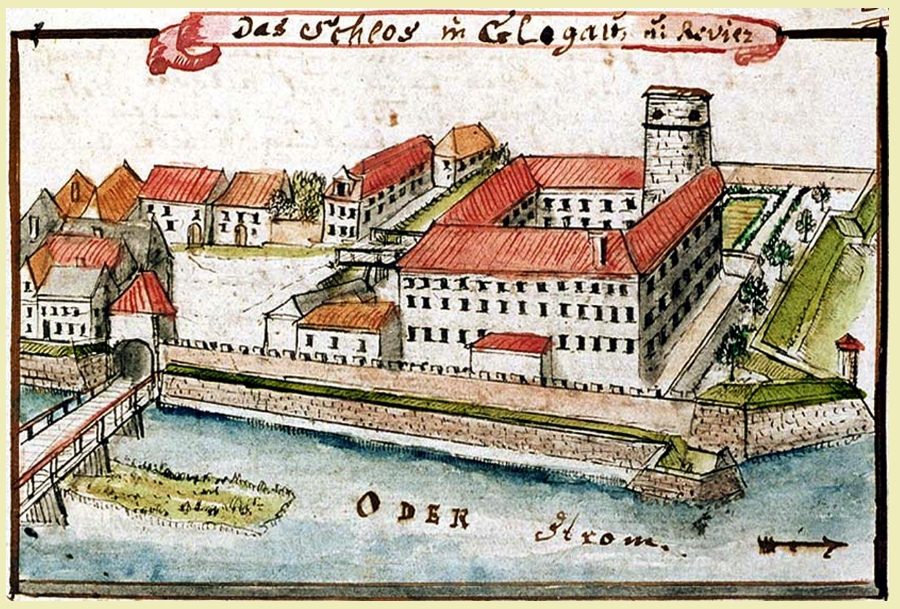
Zamek w XVIII wieku
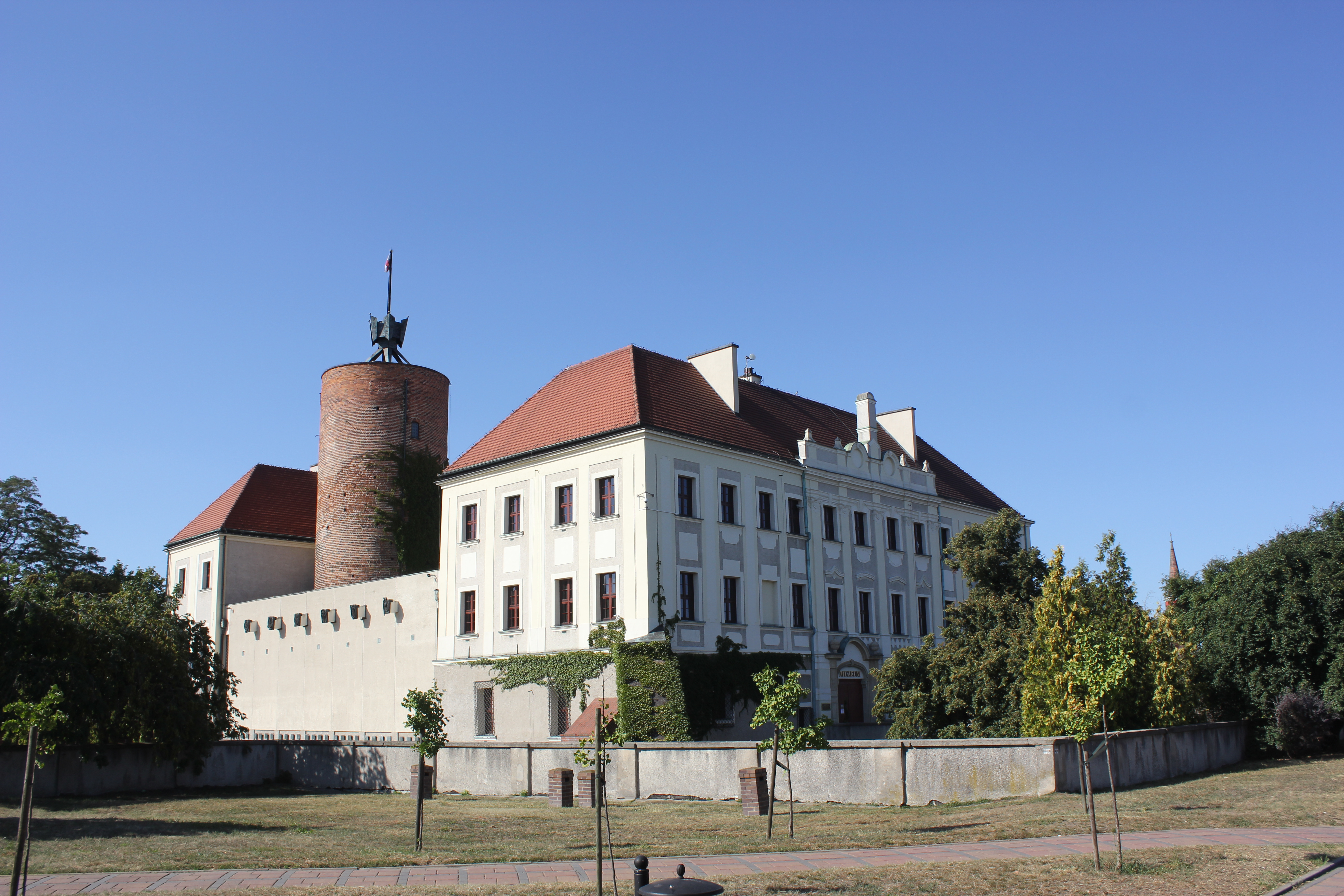
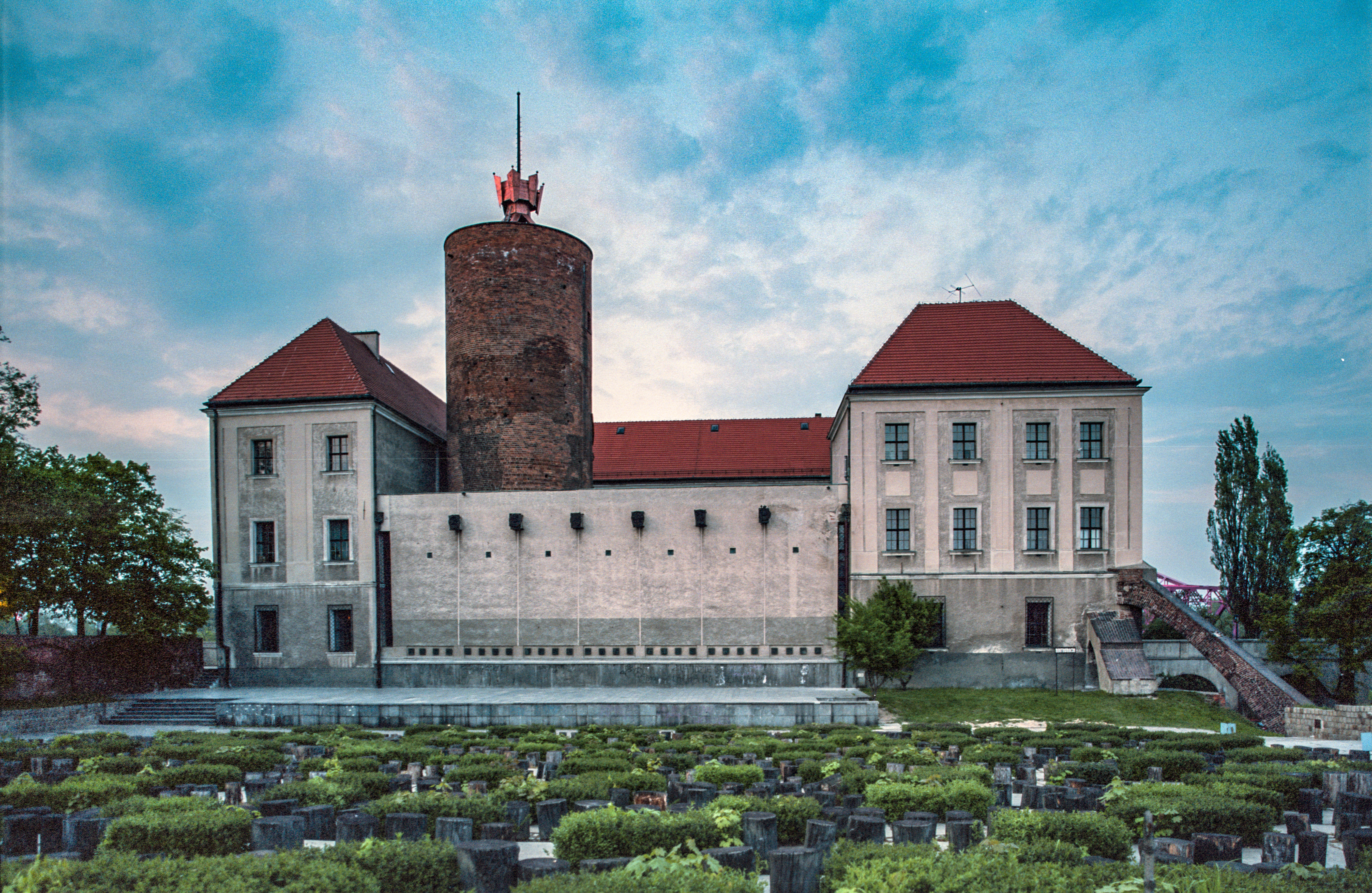
Zamek od południa
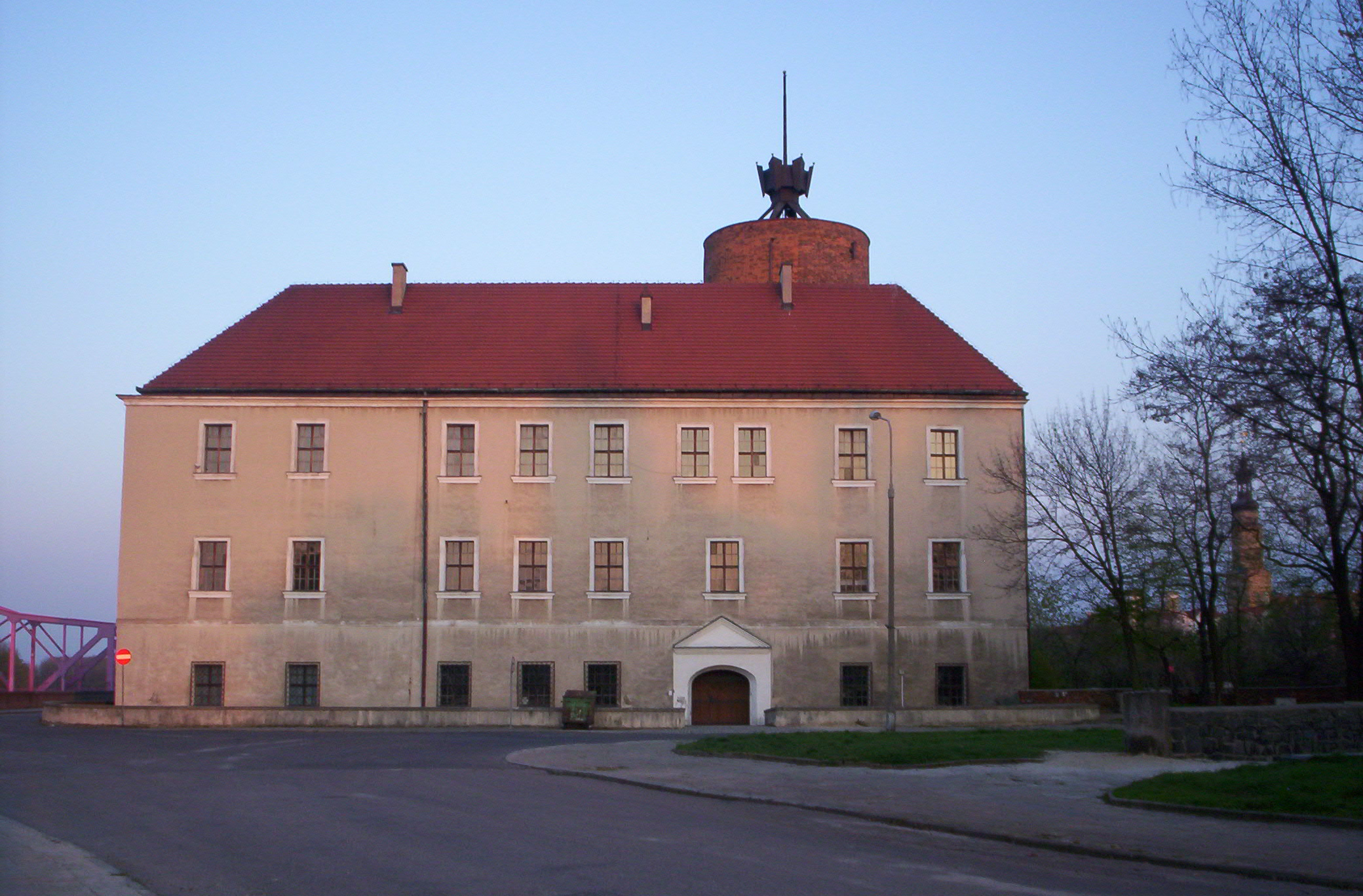
Zamek od zachodu
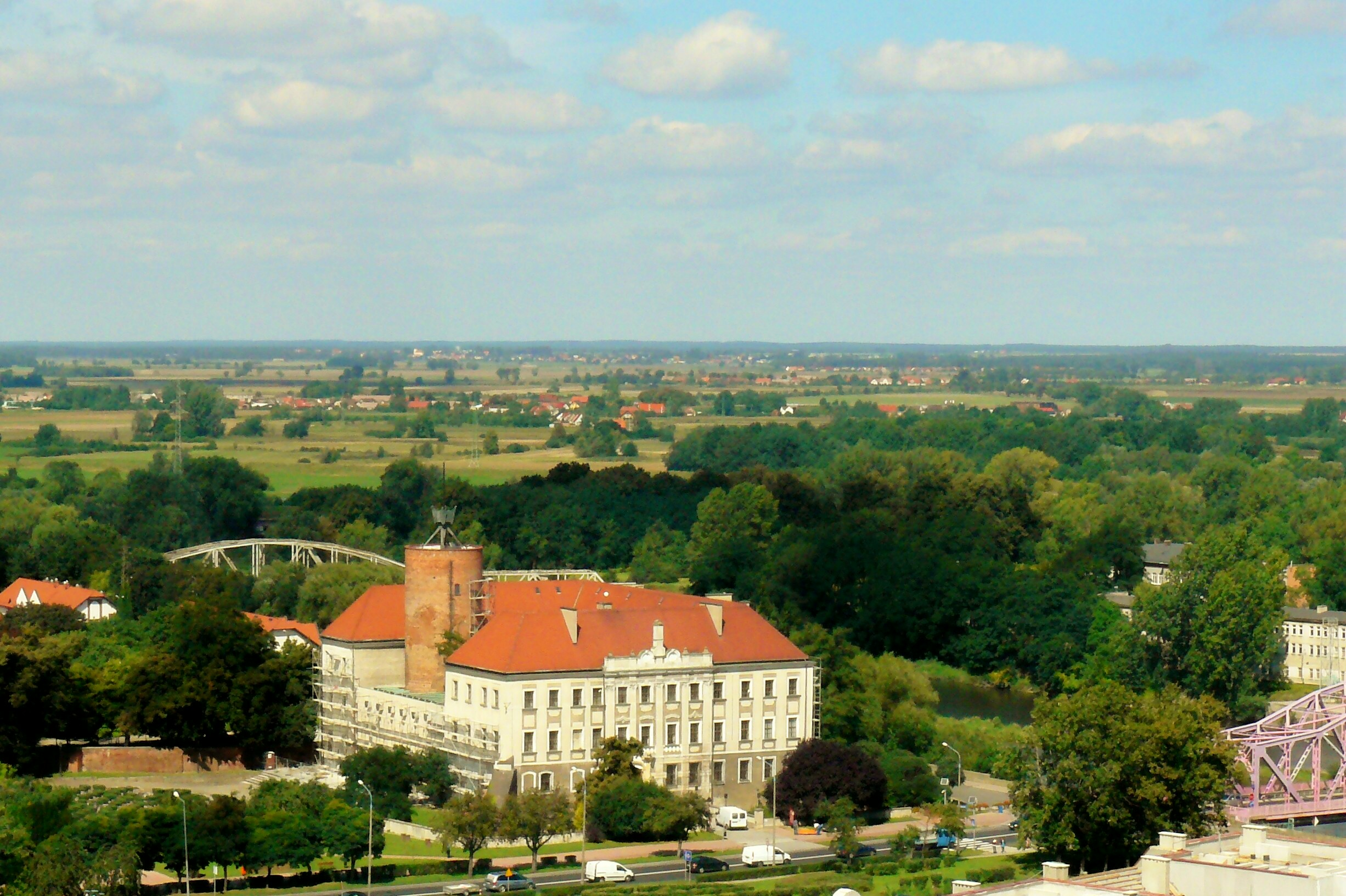
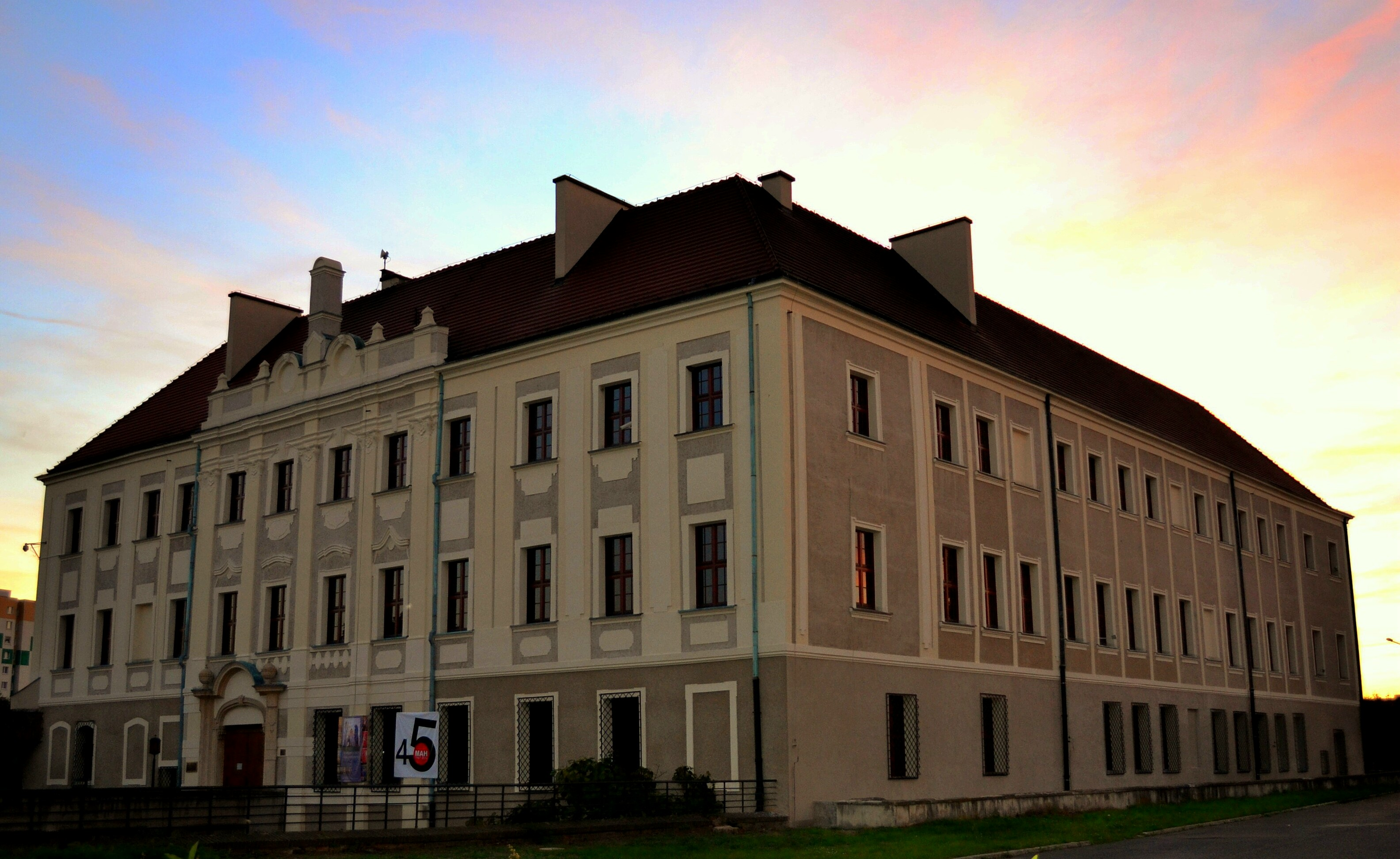
Fasada barokowa (wschodnia)
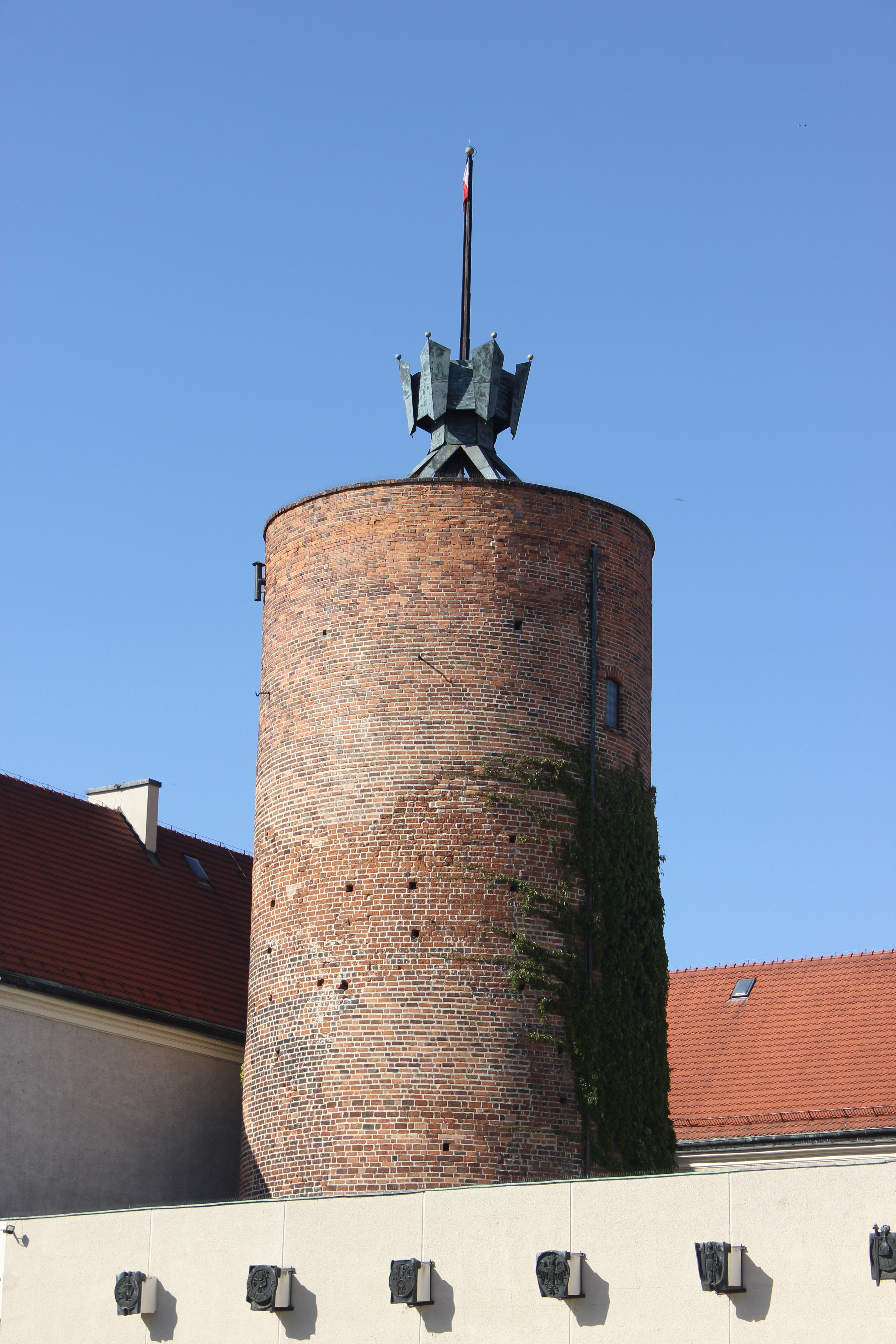
Gotycki stołp z 2. poł. XIII wieku